# Brachyptera sislii
Brachyptera sislii är en bäcksländeart som beskrevs av Kazanci 1983. Brachyptera sislii ingår i släktet Brachyptera och familjen vingbandbäcksländor. Inga underarter finns listade i Catalogue of Life.